# Stocking Pelham
Stocking Pelham is een civil parish in het Engelse graafschap Hertfordshire.